# Beyond the Crimson Horizon
Beyond the Crimson Horizon è il secondo album in studio del gruppo musicale doom metal statunitense Solitude Aeturnus, pubblicato dall'etichetta discografica Roadrunner Records nel 1992.

## Il disco
Il disco venne dato alle stampe dalla Roadracer Records e fu ristampato in compact disc dalla Metal Mind Productions, una prima volta nel 2003 e poi nel 2007 con l'aggiunta di due bonus tracks.
Lo stile musicale proposto, già presentato col precedente album, ricordò quello dei Candlemass, sia per la presenza di passaggi veloci e potenti, di matrice thrash metal, che per le atmosfere ieratiche. L'estensione vocale e le doti interpretative del cantante Robert Lowe contribuirono inoltre ad una maggiore espressione di queste ultime e alla caratura qualitativa del disco. Per la composizione di alcuni dei brani qui presenti, la band si avvalse anche di elementi dalla tinte progressive metal, ispirati alla musica dei Fates Warning, nei loro primi album, con John Arch alla voce.

## Tracce
Testi di Lyle Steadham.
1. Seeds of the Desolate – 6:32
2. Black Castle – 4:10
3. The Final Sin – 5:43
4. It Came Upon One Night – 6:59
5. The Hourglass – 5:18
6. Beneath the Fading Sun – 4:28
7. Plague of Procreation – 6:29
8. Beyond... – 4:00

Tracce bonus nell'edizione del 2007
1. City of Armageddon (demo) – 7:39
2. It Came Upon One Night (demo) – 5:54

## Formazione
- Robert Lowe - voce, tastiera
- John Perez - chitarra
- Edgar Rivera - chitarra
- Lyle Steadham - basso
- John Covington - batteria

### Produzione
- Danny Brown - produzione, ingegneria del suono
- Solitude Aeturnus - produzione
- Tim Grugle – ingegneria del suono
- Shawn Carson – grafica, concept art